# تومي فورد (لاعب كرة قدم)
تومي فورد (بالإنجليزية: Tommy Forde)‏ هو لاعب كرة قدم بريطاني، ولد في 14 مارس 1931 في أيرلندا الشمالية في المملكة المتحدة. شارك مع منتخب أيرلندا الشمالية لكرة القدم. أما مع النوادي، فقد لعب مع أردز وغلينافون وليسبورن ديستليري ووولفرهامبتون واندررز.